# 大足多寶塔

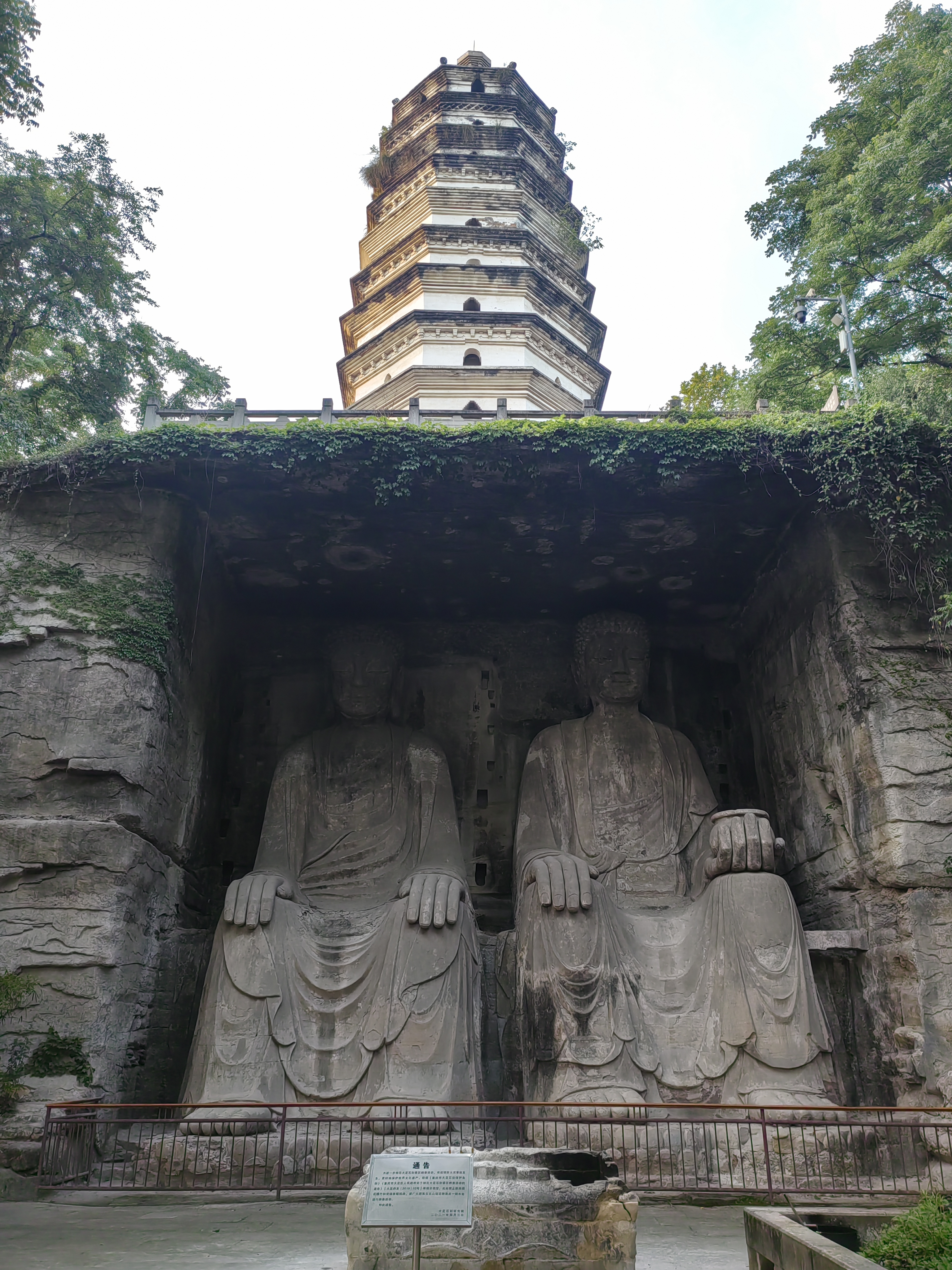
二佛背後的多寶塔

大足多寶塔位於重庆市大足区北山北塔坡，俗称北塔或白塔，兴建于南宋绍兴十七年至二十五年（1147年~1155年），为楼阁与密檐相结合的砖塔，外13级，高33米，8面，腰鼓形，底边宽4米，8角，每角立1石柱，蟠龙缠绕，顶托莲台。塔门向南，内有8层，可由中心梯道盘旋而上。内外共有127龛造像，镌记70余则。塔底层外壁有北、东、西3龛造像，塔门西侧有“大宋丁卯赵瓦造”题记，北龛刻释迦佛坐像，东龛刻有文殊骑狮，西龛刻有普贤乘象。每層均有石刻、浮雕，頂層已有損壞。

## 主要石刻分布
- 第7号如意轮菩萨龛。高1.11米，宽0.58米，深0.78米。
- 第8号观音龛。高0.97米，宽0.61米。
- 第9号观音龛。高0.97米，宽0.61米。
- 第20号“佛”字。
- 第39号西方三圣龛。高0.98米，宽0.58米，深0.60米。
- 第43号释迦佛龛。高1.08米，宽0.57米，深0.67米。
- 第50号冯大学龛[註 3]。
- 第54号释迦佛龛。高1.11米，宽0.57米，深0.67米。
- 第55号善知识龛。今风化不存。
- 第60号释迦、地藏、龙树龛。
- 第64号双林示寂龛。高1.05米，宽0.57米，深0.98米。

## 文物级别
- 1956年8月16日公佈為四川省第一批歷史及革命文物保護單位[3]
- 1980年7月7日重新公佈為四川省第一批文物保護單位[4]
- 1987年1月23日列為重慶市第二批市級文物保護單位初定名單[5]
- 1996年11月20日列為第四批全國重點文物保護單位，歸入北山摩崖造像[6]
- 2000年9月7日列为第一批重庆市文物保护单位，归入北山摩崖造像[7]

## 文物被盗
1995年6月4日，多宝塔内一尊南宋时期的释迦牟尼佛像头部被人盗割，被盗割的释迦牟尼佛头，雕刻精美，文物价值极高，难以用金钱来衡量。经国家文物鉴定委员会鉴定，被盗掘的释迦牟尼佛头像具有重大的历史和艺术价值，属国家一级文物。25天后，警方于成都抓获主犯王洪君并发现佛头，被判处死刑，于1996年执行。2006年8月，警方抓获逃亡十余年的共犯阳文德，后以盗掘古文化遗址罪判处其有期徒刑15年。